# قلب كلب
قلب كلب رواية للروائي ميخائيل بولغاكوف صدرت في عام 1925. في ذروة فترة السياسة الاقتصادية الجديدة ، عندما بدت الشيوعية في حالة تراجع في الاتحاد السوفياتي. لكنها لم تطبع في روسيا إلا في عام 1987 إنها مثال واضح على الأدب الهجائي. وفيها يطوّر بولغاكَف تقاليد الكاتب الروسي الشهير غوغول – الأب الروحي للمدرسة الهجائية الروسية. حيث يجمع في الرواية بين عنصرين : الفنتازيا والواقع.

## فحوى الرواية
تتركز أحداث رواية ” قلب كلب ” حول التجربة العلمية التي يقوم بها البروفيسور بريوبراجينسكي (نقل الغدة النخامية من رجل قتل حديثاً إلى دماغ الكلب شاريك) فيحوِّل من خلالها الكلبَ اللطيف شاريك إلى رجل ذي هيئة دميمة. فتتحد في ذلك الكائن الناتج عن هذه التجربة العلمية طباع الكلب الجائع والذليل أبداً مع مواصفات الإنسان المانح – كليم تشوغونكين – المدمن على الكحول ومن أصحاب السوابق. ولأن العامل الوراثي مثقل هنا فإن عملية إعادة تربية ” الكلب ” شاريكَف تتعثر جداً، إذ يعجز البروفيسور بريوبراجينسكي ومساعده بورمِنتال عن تعليمه قواعد السلوك الحسن وعن تطوير الآداب الإنسانية لديه.
فمثلاً، من بين مختلف الأنشطة الثقافية المتاحة نجد أن السيرك هو أكثر ما يروق لشاريكَف. في حين أنه يرفض الذهاب إلى المسرح ويعتبره ” معادياً للثورة ”. أضف لذلك، أنه دخل على خط إعادة تربية شاريكَف رئيس لجنة الشاغلين في البناية المدعو شفوندر. فهو يسعى جاهداً لكي يضمَّ شاريكَف بأسرع وقت ممكن إلى بناة الاشتراكية، ولهذا نجده يمدّ شاريكَف بمختلف الأدبيات الماركسية من مثال ” مراسلات إنجلز مع كاوتسكي ”. والحقيقة هي أن شفوندر يمقت البروفيسور بريوبراجينسكي لأن هذا الأخير يشغل سبع غرف وقد باءت محاولات شفوندر التضييق عليه وانتزاع غرفة منه بالفشل لأن حياة أشخاص ذي نفوذ كبير في موسكو تتوقف على مهارة البروفيسور الجراح. فلا يبق أمام شفوندر سوى الاعتماد على شاريكَف.
ثم نرى كيف إن شاريكَف حصل على بطاقة شخصية من شفوندر باسم بوليغراف بوليغرافيتش.. ونرى كيف إن بوليغراف هذا صار يحفظ جيداً الشعارات الاشتراكية.. وأكثر من ذلك – راح يستعملها بخبث عند حواره مع خصومه المثقفين. بل إنه بدأ يعتبر نفسه ” من العناصر العمالية ” وراح يطلق على شفوندر لقب ” المدافع عن المصالح الثورية ”.
باختصار نجد أن خصال شاريكَف – التخلف العقلي والانحطاط الأدبي والأخلاقي بالإضافة للنزعة الطفيلية – قد وجدت تطويراً لها بفضل الشعار الثوري السائد حينذاك : ” من كان لا شيئاً – سوف يصبح كل شيء ”. وهذا ما يحاول شفوندر تلقينه لشاريكوف مانحاً إياه الثقة والوقاحة.
و بالفعل، بعد أن يشعر بالأمان وبأنه تحت حماية السلطة البروليتارية – نجده يلجأ لتهديد البروفيسور ومساعده ويحاول فرض شروطه عليهما. بل نجده يتنصت على حديثهما لكي يسطر تقريراً ضدهما.. وهذا ما يقوم به بالفعل إذ يكتب وشاية ضد البروفيسور، الذي قذف في لحظة انفعال بكتيب ” مراسلات إنجلز مع كاوتكسي ” إلى الموقد.
و هنا تظهر عبقرية الكاتب – فقد كتب بوليغراف وشايته بأفضل الصيغ التي ستصبح سائدة في ثلاثينيات القرن العشرين. نعم لقد تنبأ الكاتب في عام 1926 بالكارثة التي تنتظر روسيا – حين راح أمثال شاريكَف التافهون والعدائيون والسفهاء، وقد تكاثروا كما الفطر بعد المطر – راحوا يخنقون كل ما هو جميل وشريف وفاضل، راحوا يدوسون كل ما هو مختلف عنهم وكل ما لا يفهمونه.
لقد ظهر شاريكَف في راوية بولغاكَف ” كوجه اجتماعي ” قريب جداً للسلطة الجديدة. لذلك ليس عبثاً أنه يجد مكانه بسهولة في هذه البلاد الثورية – دون أن يمتلك لا الذكاء ولا الثقافة. إلا أن لديه ما هو ضروري – دعم ورعاية شفوندر، الذي يدبر له منصب رئيس قسم تنظيف مدينة موسكو من الحيوانات الشاردة. إن هذا العمل يناسبه عن حق : لقد تحقق حلمه بأن ” يخنق ويخنق ” القطط.
إن بولغاكَف : وهو يبين لنا كيف تحصل عملية تطور شاريكَف وكيف هو يصبح أكثر وقاحة وأكثر عدوانية – يرغم القارئ الذي يستمتع باللوحات الساخرة والتعليقات الظريفة، لأن يستشعر الخطر الكبير من ظاهرة شاريكَف، هذه الظاهرة الاجتماعية الجديدة التي راحت تنشأ في روسيا في عشرينيات القرن الماضي. فالسلطة الثورية تشجع التصادم والوشاية وترعى كتَبَة التقارير، مُحررةً بذلك الغرائز الأكثر انحطاطاً عند البشر غير المتعلمين وغير المثقفين. إنها تمنحهم الإحساس بالسلطة على الناس الأذكياء والمثقفين والعقلاء.
إن أمثال شاريكَف، وبعد أن أصبحت السلطة بأيديهم، يشكّلون خطراً رهيباً على المجتمع.
كما إن بولغاكَف يتطرق إلى أسباب ظهور أمثال شاريكَف في المجتمع. فإذا كان شاريكَف نتاج تجربة علمية، فإن ظهور أناس مع قلب كلب في روسيا كان ممكناً أن يكون نتيجة لعملية ما سمي بناء الاشتراكية. هذه التجربة الهائلة بمقاييسها والخطرة جداً بعواقبها.
إن محاولة بناء مجتمع عادل ومحاولة تربية الإنسان الواعي والحر عن طريق الثورة، أي بوسائل قسرية، محفوفة بالمخاطر ومصيرها الفشل، من وجهة نظر الكاتب. ذلك أن السعي لتدمير العالم القائم مع جميع قيمه وتقاليده الإنسانية العريقة وتشييد مكانها حياة جديدة كلياً – يشكل تدخلاً قسرياً في المسار الطبيعي للأشياء.إن عواقب هكذا تدخل ستكون كارثية. هذا ما يؤكده لنا البروفيسور بريوبراجينسكي. ما زالت راوية الكاتب الروسي المبدع بولغاكَف ” قلب كلب ” تحافظ على راهنيتها وأهمية نتائجها ودروسها. وهي تستحق القراءة.

## روابط خارجية
- قلب كلب على موقع الموسوعة البريطانية (الإنجليزية)